# Jean-Victor Moreau

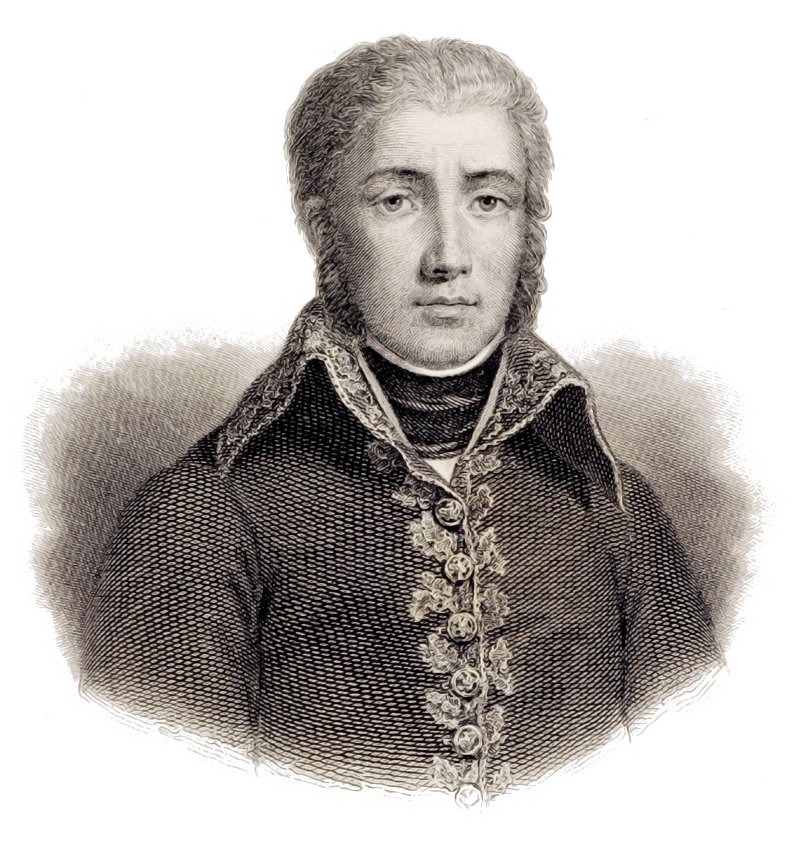
Jean-Victor Moreau

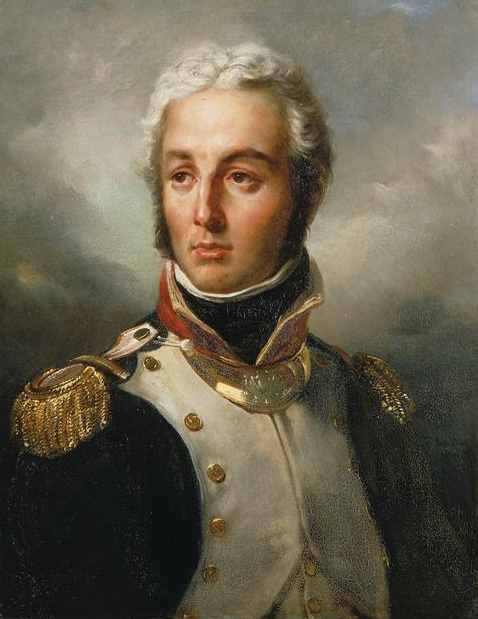
Der 29-jährige Jean-Victor Moreau (1792)

Jean-Victor-Marie Moreau (* 14. Februar 1763 in Morlaix, Département Finistère; † 2. September 1813 in Laun, Böhmen) war ein französischer General zur Zeit der Revolution und des Konsulats sowie ein Gegner Napoleon Bonapartes.

## Leben

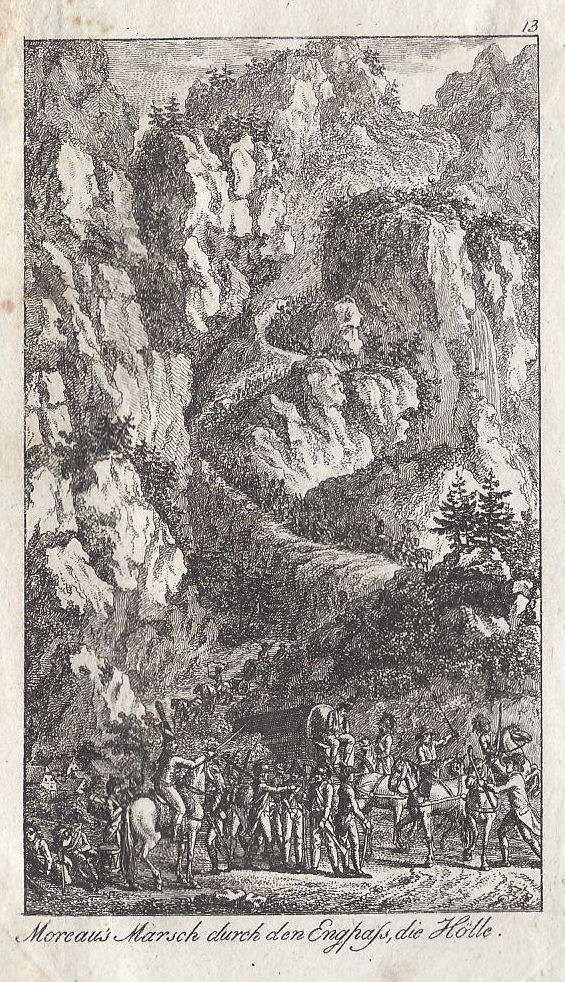
Marsch durch den Engpass der Hölle im Oktober 1796

Moreau war der Sohn eines Advokaten. Er studierte in Rennes seit 1778 die Rechte und wurde dort Justizbeamter. Beim Ausbruch des Ersten Koalitionskriegs wurde er von dem in Rennes gebildeten Freiwilligenbataillon zum Anführer gewählt, nahm am Feldzug von 1792 unter Dumouriez teil, leitete 1793 als Général de brigade den Angriff auf die Preußen bei Pirmasens, eroberte 1794 als Général de division Menen, zwang Ypern zur Kapitulation, besetzte Brügge, Ostende und Nieuport und befehligte 1795 bei der Eroberung Hollands unter Pichegru den rechten Flügel.
1796 erhielt er das Kommando über die Rhein- und Moselarmee. Er drängte Wurmser bis Mannheim zurück, überschritt am 24. Juni bei Kehl den Rhein, schlug Latour am 5. Juli bei Rastatt, den Erzherzog Karl am 9. Juli in der Schlacht bei Malsch, drang durch den Schwarzwald auf dem rechten Donauufer bis zur Isar vor, schloss mit Bayern am 7. September den Vertrag von Pfaffenhofen, wurde dann aber durch die Niederlage und den Rückzug Jourdans gezwungen, ebenfalls zurückzuweichen.
Auf diesem meisterhaft geführten, durch die Uneinigkeit der gegnerischen Generäle erleichterten Rückzug schlug er die Österreicher am 2. Oktober in der Schlacht bei Biberach, ging durch das Höllental des Schwarzwaldes und erreichte, nachdem er am 24. Oktober bei Schliengen noch einmal mit Erzherzog Karl gekämpft hatte, Ende Oktober den Rhein. Er überschritt den Fluss bei Hüningen und behauptete Breisach und Kehl bis Anfang 1797. Im selben Jahr überschritt er abermals den Rhein und drang bis nach Lichtenau vor, wo er am 23. April die Nachricht von den zu Leoben abgeschlossenen Friedenspräliminarien erhielt.
Moreau hatte 1796 in einem österreichischen Bagagewagen eine zwischen Condé und Pichegru geführte verräterische Korrespondenz gefunden, dies aber aus Freundschaft zu Pichegru verschwiegen. Diese Tatsache wurde jetzt bekannt und veranlasste das Direktorium, Moreau im September 1797 abzuberufen. Trotzdem wurde er Ende 1798 zum Inspecteur général bei der italienischen Armee ernannt.
Im April 1799 übernahm er anstelle von General Barthélemy Louis Joseph Schérer den Oberbefehl über die von Alexander Wassiljewitsch Suworow bedrängte italienische Armee, führte diese von der Adda über den Tessin und zog sich dann in die Gebirge bei Genua zurück. Von dort aus bewerkstelligte er seine Vereinigung mit Jacques MacDonald, der mit seinen Truppen von Neapel heranzog. Im August wurde Moreau abberufen. Auf Veranlassung von Barthélemy Catherine Joubert, der ihn im Kommando ablösen sollte, wohnte er der Schlacht bei Novi am 15. August noch bei und übernahm, da Joubert gleich zu Beginn der Schlacht gefallen war, wieder den Oberbefehl. Die völlige Niederlage der Franzosen konnte er aber nicht mehr verhindern.

### Napoleon
Nach Paris zurückgekehrt, lehnte er den Antrag von Emmanuel Joseph Sieyès ab, sich selbst der Diktatur zu bemächtigen. Stattdessen nahm er am Staatsstreich des 18. Brumaire teil, ohne dessen Tragweite zu erkennen, und bewachte die Direktoren im Palais Luxembourg. Danach erhielt er den Oberbefehl über die Rheinarmee und stellte mit Lazare-Nicolas-Marguerite Carnot ein neues Heer von 90.000 Mann auf, mit dem er Ende April 1800 zum dritten Mal über den Oberrhein ging.
Im Mai drängte er die Österreicher unter Paul von Kray durch eine Reihe glücklicher Gefechte bei Stockach, Engen, Meßkirch, Biberach an der Riß und Ulm zurück, drang über die Donau vor und bahnte sich durch die Siege in den Schlachten bei Höchstädt, Nördlingen und Oberhausen den Weg bis zum Inn, worauf die Österreicher am 15. Juli mit ihm den Waffenstillstand von Parsdorf schlossen. Als aber im November die Friedensverhandlungen scheiterten, erkämpfte Moreau am 3. Dezember den entscheidenden Sieg bei Hohenlinden, der ihm den Weg in das Herz Österreichs öffnete und zunächst den Waffenstillstand von Steyr am 25. Dezember und dann den Frieden von Lunéville herbeiführte. Demarkationslinie war der Fluss Erlauf bei Scheibbs im westlichen Niederösterreich, ungefähr 50 Kilometer östlich von Steyr.
Moreau zog sich danach auf sein Landgut Grosbois zurück. Da er Napoleon durch seine republikanische Einstellung und seinen Ruhm als Feldherr, der seinem eigenen ebenbürtig war, verhasst war, wurde er am 4. Februar 1804 verhaftet, nachdem in der Untersuchung über das angeblich von Pichegru und Georges Cadoudal gegen Napoleon angezettelte Komplott mehrere Mitschuldige gegen ihn ausgesagt hatten. Man setzte ihn im Temple fest und warf ihm vor, dass er sich im Einverständnis mit Pichegru zum Diktator habe machen wollen, um die Bourbonen wieder an die Regierung zu bringen. Dieser Vorwurf konnte nie belegt werden. Moreau bekräftigte, niemals mit den Bourbonen verhandelt zu haben. Auch wollte er nie die Diktatur an sich reißen. Diese war ihm bereits vorher von Bonaparte angeboten worden, und auch damals hatte er sie ausgeschlagen.
Moreau wurde am 9. Juni mit sieben gegen fünf Stimmen freigesprochen, aber Napoleon, der ihn als schuldig befunden haben wollte, ließ die Richter durch Anne-Jean-Marie-René Savary, duc de Rovigo so lange bearbeiten, bis sie ihn zu zwei Jahren Gefängnis verurteilten. Napoleon wandelte die Strafe in eine Verbannung um, und Moreau schiffte sich zu den Vereinigten Staaten hin ein, wo er sich in Morrisville im US-Bundesstaat Pennsylvania ansiedelte und die nächsten Jahre mit Angeln und der Jagd die Zeit vertrieb.

### Zurück in Europa gegen Napoleon
Im Frühjahr 1813 folgte er einer Einladung des russischen Zaren, mit ihm gegen Napoleon zu kämpfen. Diese Einladung war auf Fürsprache von Moreaus altem Bekannten, Jean-Baptiste Bernadotte zustande gekommen; dieser war inzwischen zum Kronprinzen von Schweden ernannt worden. Moreau landete am 26. Juli in Göteborg und wurde von Alexander I. zu seinem Generaladjutanten ernannt. Den Oberbefehl über die verbündeten Österreicher, Russen und Preußen lehnte er jedoch ab. Gegen seinen Willen erfolgte der Angriff auf Dresden.
Als er während der Schlacht von Dresden am 27. August auf der Räcknitzhöhe südlich der Stadt mit dem Zaren sprach, zerschmetterte ihm eine Kanonenkugel beide Beine. Nach notdürftiger Verarztung auf dem Gut des Bauern Palitzsch in Kleinpestitz erfolgte wenige Kilometer weiter im Herrenhaus von Schloss Nöthnitz die unvermeidliche Amputation, die der Leibarzt des Zaren, der Schotte James Wylie, vornahm. Während der Operation rauchte Moreau der Überlieferung nach Zigarren. Danach wurde er über Dippoldiswalde und das Erzgebirge nach Böhmen verbracht, wo er in Laun am 2. September 1813 im Alter von 50 Jahren starb.

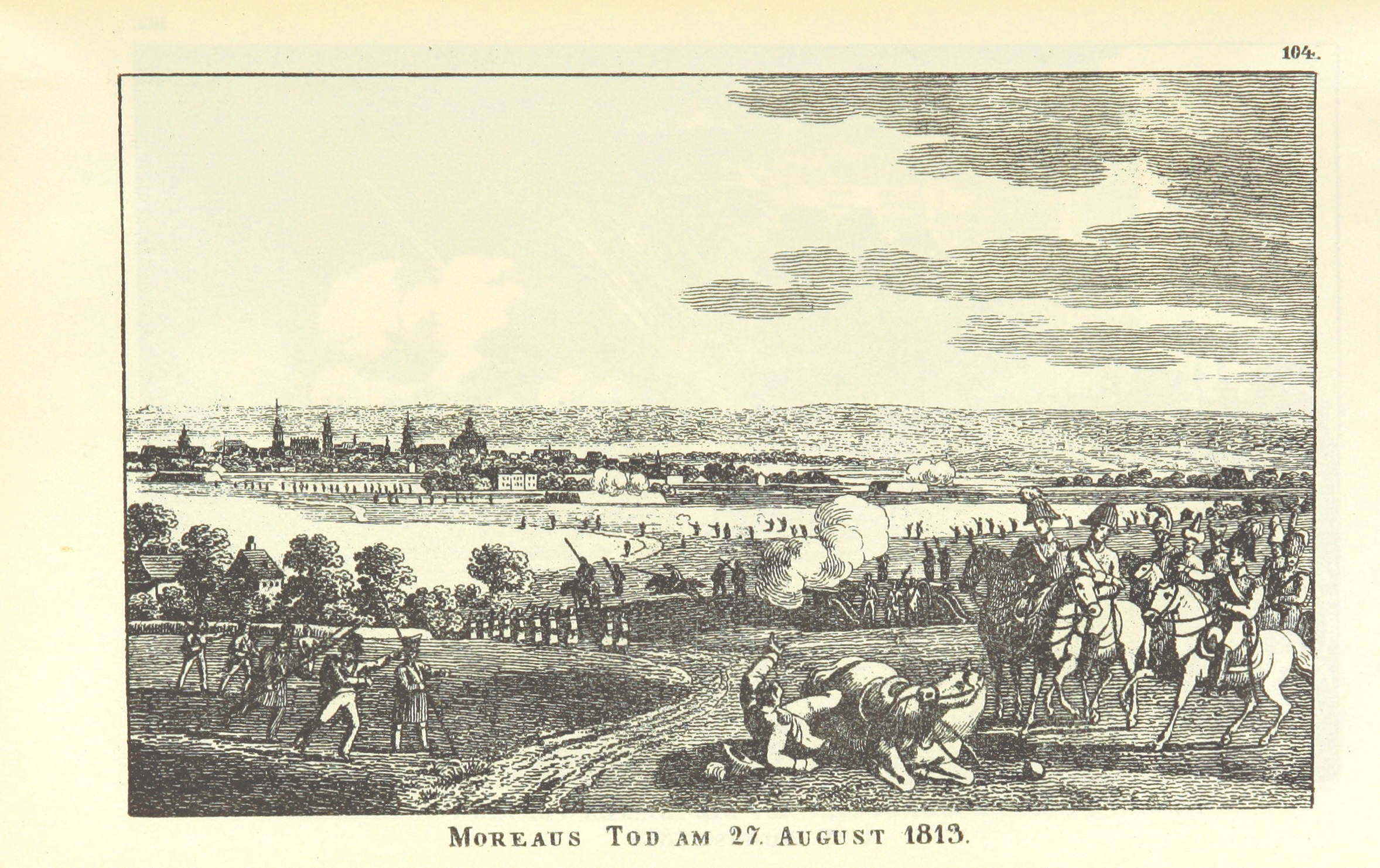
Moreau wird am 27. August 1813 von einer Kanonenkugel getroffen
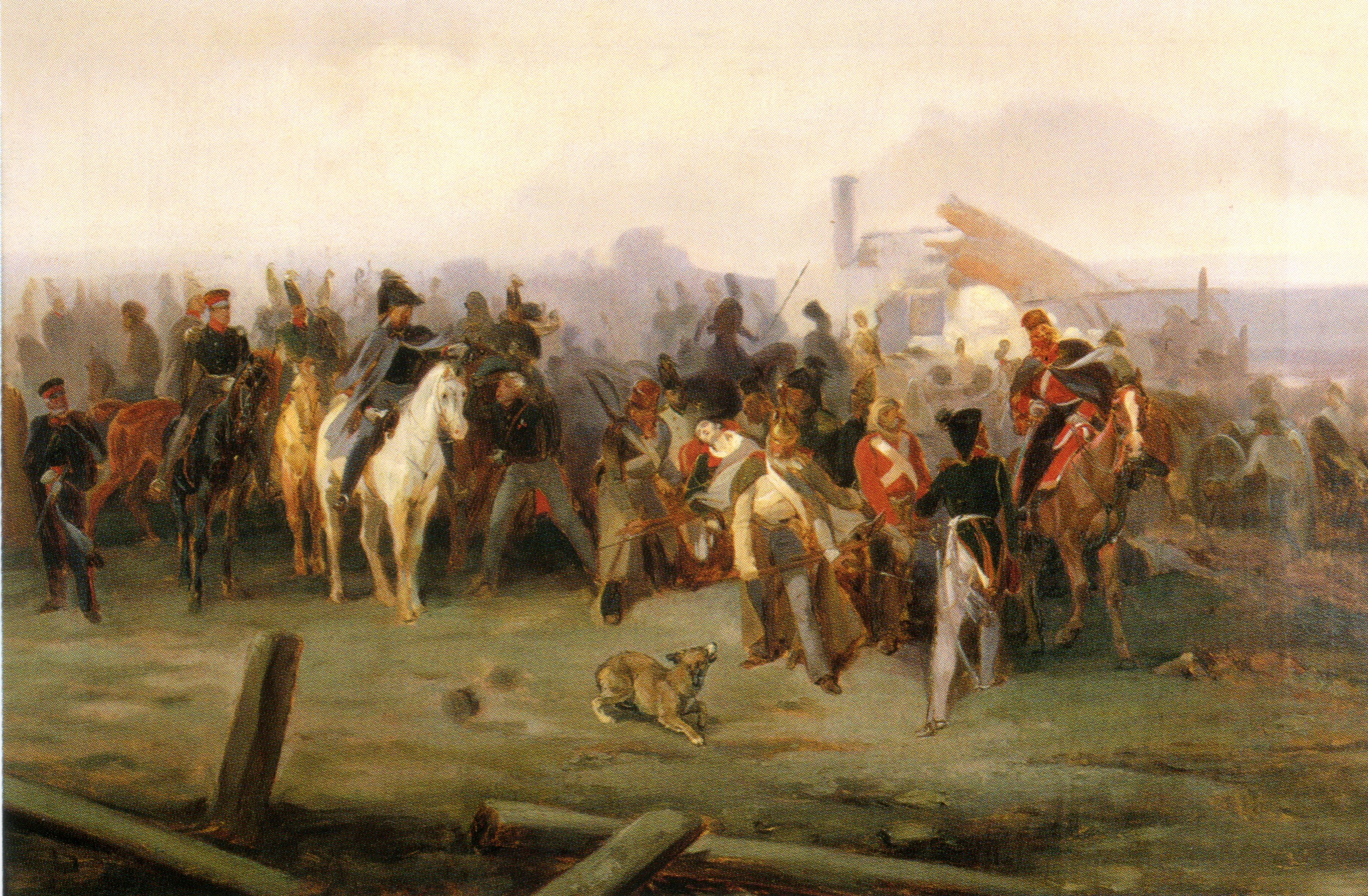
Die tödliche Verwundung des Generals Moreau von Julius Scholtz
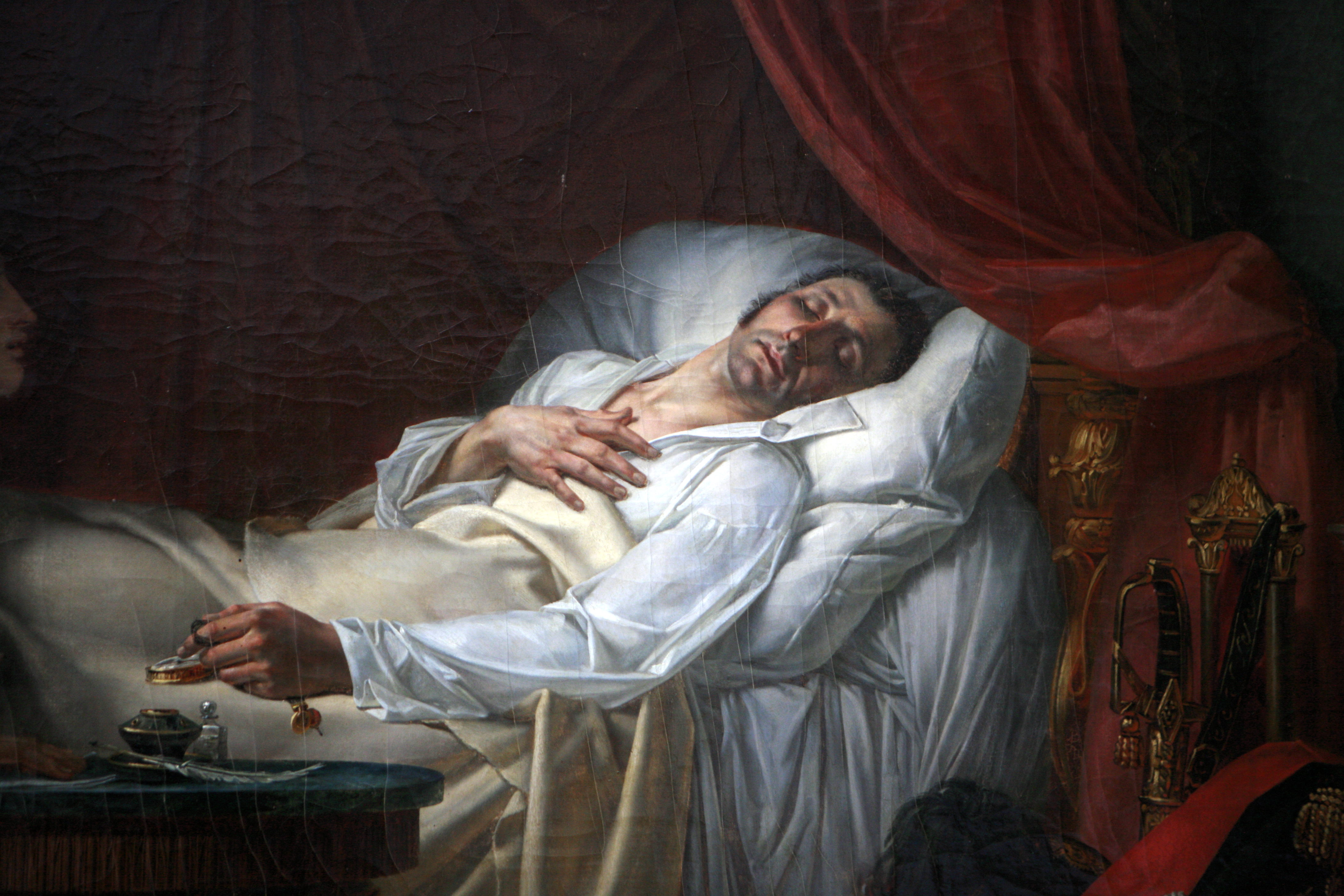
Der Tod des General Moreau (Auguste Couder; 1790–1873)
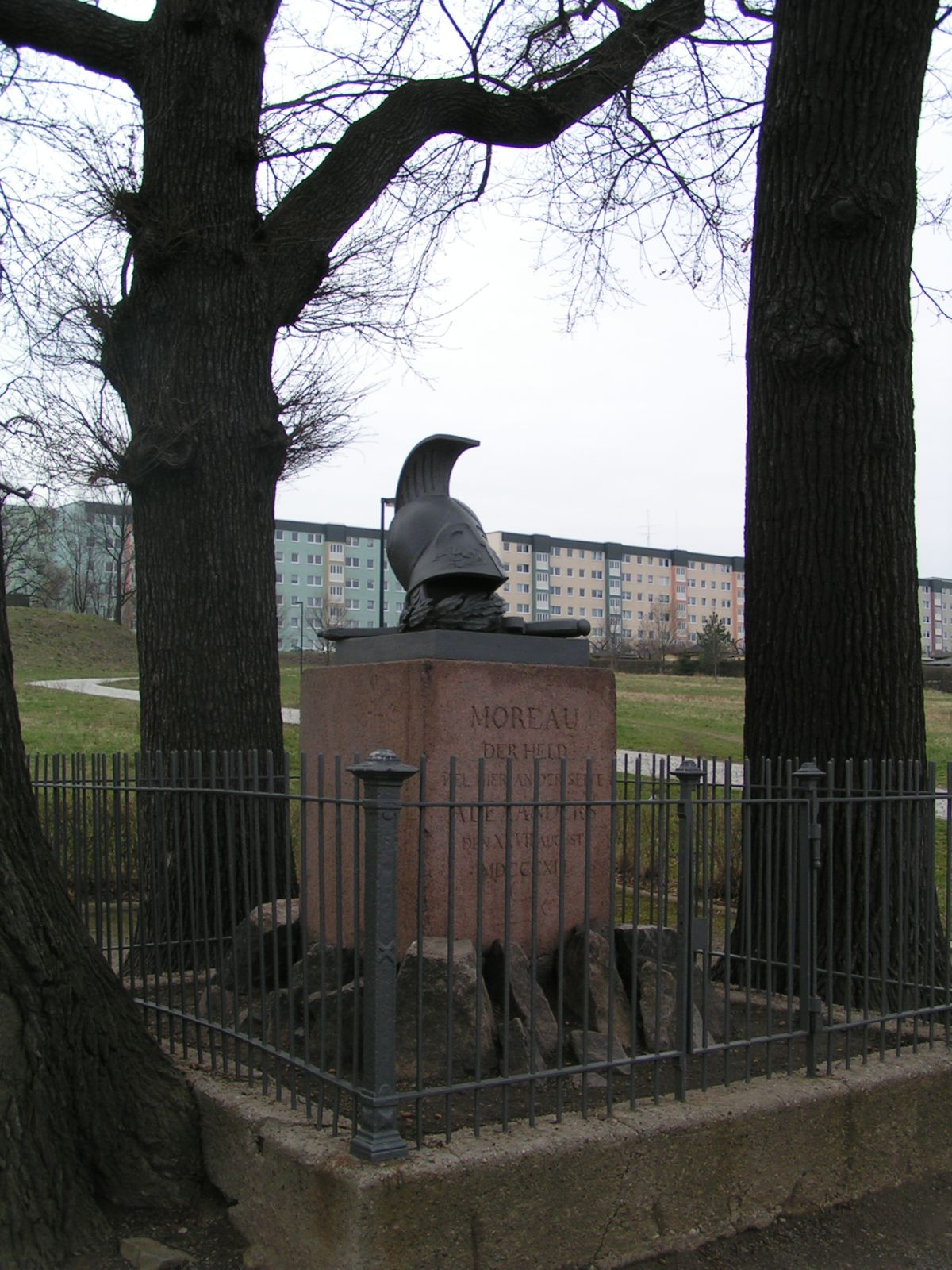
Denkmal in Dresden, 1814 geschaffen durch Christian Gottlieb Kühn nach einem Entwurf von Gottlob Friedrich Thormeyer
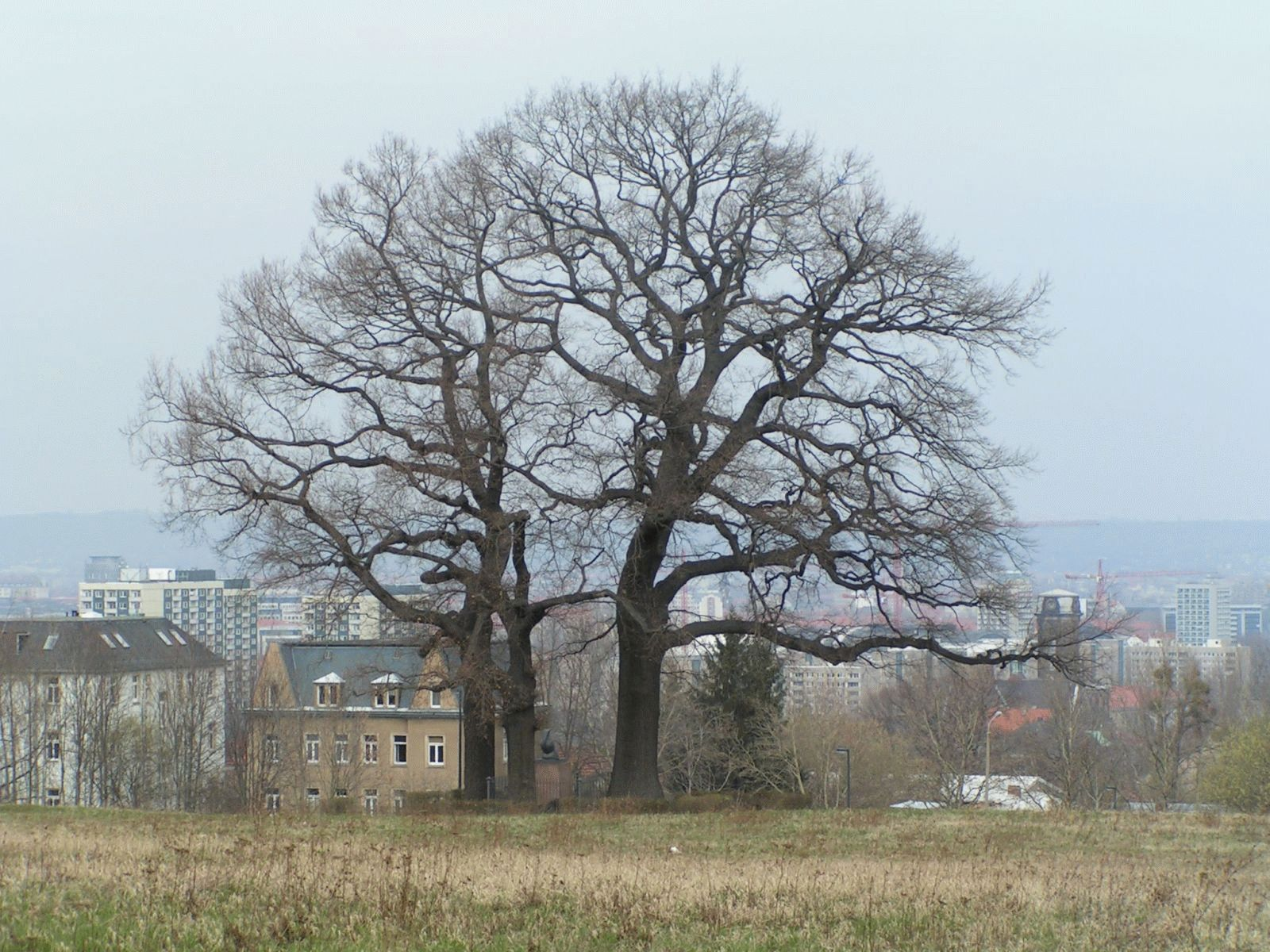
Eichen des Moreau-Denkmals in Dresden

## Denkmäler
Ludwig XVIII. verlieh Moreaus Witwe später den Titel einer Marschallin (maréchale) und ließ Moreau 1819 in Paris ein Denkmal errichten. Das Grabmal seiner Frau befindet sich auf dem Cimetière de la Chartreuse in Bordeaux, in dem auch das Herz Moreaus bestattet wurde.
Das 1814 vom russischen Fürsten Repnin-Wolkonski auf der Höhe von Räcknitz in Dresden errichtete Moreau-Denkmal (Koordinate) bedeckt nur die beiden Beine Moreaus; sein Körper wurde in Sankt Petersburg beigesetzt. Auf dem Denkmal in Dresden steht: „Moreau der Held fiel hier an der Seite Alexanders den XXVII August MDCCCXIII“. Den Eisenhelm schuf der Dresdner Bildhauer Christian Gottlieb Kühn. Um das Denkmal gruppieren sich drei 1814 gepflanzte Eichen, die zu den ältesten Gedenkbäumen in Dresden gehören.

## Bedeutung
Moreau war ein politischer General. Er missbilligte offen die Alleinherrschaft seines ehemaligen Waffengefährten Napoleon nach dessen erfolgreichem Staatsstreich am 9. November 1799 (18. Brumaire VIII). Moreau war überzeugter Republikaner und gehörte wie Napoleon, Masséna, Soult, Ney und Jourdan, Hoche oder Marceau zu jenen Revolutionsgenerälen, die in der neu gegründeten Volksarmee in kurzer Zeit Karriere machten und mit dreißig Jahren ganze Divisionen kommandierten. Während Napoleon die Macht übernahm, geriet der erfolgreiche Rückzug Moreaus und sein Rekonter-Angriff gegen die ihn verfolgenden Österreicher bei Biberach an der Riß im Jahre 1796 in Vergessenheit.

## Ehrungen
Sein Name ist am Triumphbogen in Paris in der 13. Spalte eingetragen.